# Seznam madžarskih sabljačev
Seznam madžarskih sabljačev.

## E
- Ilona Elek

## F
- Csaba Fenyvesi
- Jenő Fuchs

## G
- Aladár Gerevich

## K
- Endre Kabos
- Rudolf Kárpáti
- Pál Kovács
- Győző Kulcsár

## N
- Timea Nagy
- Zsolt Nemcsik
- Zoltán Nemere

## P
- Attila Petschauer
- Tibor Pézsa
- Sándor Pósta
- György Piller

## R
- László Rajcsányi

## S
- Pál Schmitt
- Gertrúd Stefanek
- Bence Szabó
- Áron Szilágyi

## T
- Ödön Tersztyánszky

## U
- Jenő Uhlyárik